# Automeris zephyria
Espèce
Automeris zephyria est une espèce de papillon de la famille des Saturniidae.